# Óscar Valdés
Óscar Eduardo Valdés Dancuart (né le 3 avril 1949 à Lima) est un homme d'affaires et homme d'État péruvien, devenu président du Conseil des ministres en décembre 2011. Ancien officier militaire, il est nommé ministre de l'Intérieur par le président Ollanta Humala le 28 juillet 2011. Moins de cinq mois plus tard, le président du conseil, Salomón Lerner démissionne et Valdés le remplace à ce poste le 11 décembre 2011.

## Biographie
Né à Lima, Valdés étudie à l'école militaire Chorillos de 1968 à 1972, il entre ensuite dans l'Armée péruvienne et y reste jusqu'en 1991. Dans les années 1980, il est instructeur à l'école militaire de Chorrillos, Ollanta Humata étant alors son apprenti. Valdés se retire de l'armée en janvier 1991 alors qu'il est lieutenant-colonel,. Après son départ, Valdés s'engage dans le secteur privé, où il dirige plusieurs affaires dans sa région d'origine, la Tacna.
On s'attend à ce que Valdés adopte une position plus ferme envers les manifestants contre le projet controversé de la mine Conga  et contre les conflits en général. L'ex-président Alejandro Toledo, dont le parti Pérou possible a toujours soutenu l'administration de Humala, a exprimé ses inquiétudes sur la « militarisation » du gouvernement,,.